# Celiptera frustulum
Celiptera frustulum là một loài bướm đêm trong họ Erebidae.